# Зив, Яаков
Яаков Зив или Якоб Зив (27 ноября 1931, Тверия, Британский мандат в Палестине — 25 марта 2023) — израильский учёный-математик, специалист в области теории информации и теории кодирования.

## Биография
Родился в семье учителя Бен-Циона Зельцина (впоследствии сменившего фамилию на Зив, директора школы в Тверии) и Ханы Зив. Старший брат — израильский географ Йехуда Зив.
- Получил степени бакалавра и магистра в Технионе в 1954 и 1957 годах.
- В 1955—1959, 1962—1968 годах работал в Министерстве обороны Израиля.
- В 1962 году защитил диссертацию доктора философии в Массачусетском технологическом институте.
- В 1962—1968 годах и с 1970 года преподает в Технионе.
- В 1968—1970, 1977—1978, 1983—1984, 1991—1992 годах работал в Лабораториях Белла[6].

## Награды и признание
- 1993 — Премия Израиля
- 1995 — Медаль Ричарда Хэмминга
- 1995 — Премия Маркони
- 1996 — Премия Эдуарда Рейна
- 1997 — Премия Шеннона
- 1997 — Премия Канеллакиса
- 2002 — Ротшильдовская премия
- 2008 — BBVA Foundation Frontiers of Knowledge Awards
- 2021 — Медаль почёта IEEE

Член с 1981, в 1995—2004 президент Израильской академии естественных и гуманитарных наук. Член Американской академии искусств и наук (1998).

## Достижения
- В 1977—1978 годах разработал алгоритмы сжатия LZ77 и LZ78 совместно с Авраамом Лемпелем.